# Stelis santiagoensis
Stelis santiagoensis là một loài thực vật có hoa trong họ Lan. Loài này được Mansf. miêu tả khoa học đầu tiên năm 1928.